# Халилеев, Павел Акимович
Павел Акимович Халиле́ев (1909—2003) — советский физик. Доктор технических наук (1962).

## Биография
Родился 24 октября (6 ноября) 1909 года в Астрахани. Окончил физико-механический факультет Ленинградского политехнического института (разделен с 1930 по 1934 год на отраслевые вузы) (1932).
В 1932—1947 годах работал в Уральском физико-техническом институте (позднее — ИФМ): научный сотрудник, зав. лабораторией. Во время войны создал метод и прибор для поиска подводных лодок и затонувших кораблей.
В 1947—1962 годах руководитель физического сектора центральной заводской лаборатории на Уральском электрохимическом комбинате (ядерный проект, работа по разделению изотопов урана).
С 1962 года зав. лабораторией ИФМ. Один из авторов метода дефектоскопии подземных трубопроводов.
Имел 20 авторских свидетельств на изобретения. Автор более 100 печатных работ, в том числе 1 монографии.
Жена Равза Исхаковна, дочь Альфия.
Умер 14 сентября 2003 года в Екатеринбурге. Похоронен на Северном кладбище.
Братья Михаил Иокимович Халилеев и Константин Иоакимович Халилеев.

## Награды и премии
- Сталинская премия третьей степени (1946) — за разработку новой аппаратуры для обнаружения подводных лодок и затонувших кораблей
- Ленинская премия (1961)
- орден Красной Звезды (1945)
- орден Трудового Красного Знамени (1951)
- медали

## Сочинения
- XX век моими глазами. — Екатеринбург: УрО РАН, 2002. — 346 с.
- Основные понятия электродинамики сплошных сред: Метод. заметки. — Свердловск: УрО РАН, 1989. — 226 с.